# Parque nacional Montañas Richmond

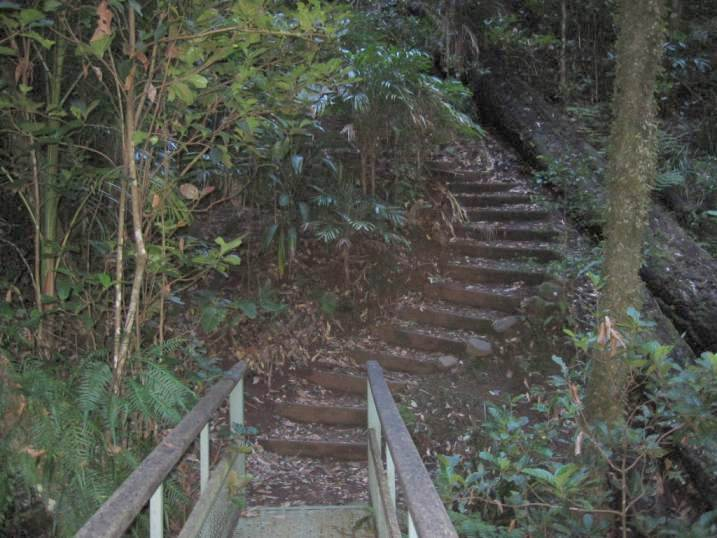
Sendero en el Parque nacional Montañas Richmond

El Parque Nacional Montañas Richmond (Richmond Range National Park) es un parque nacional en Nueva Gales del Sur (Australia), ubicado a 605 km al norte de Sídney.

## Ficha
- Área: 154 km²
- Coordenadas: 28°35′44″S 152°42′51″E / -28.59556, 152.71417
- Fecha de Creación: 1 de enero de 1997
- Administración: Servicio Para la Vida Salvaje y los Parques Nacionales de Nueva Gales del Sur
- Categoría IUCN: II